# بول صباغ
بول صباغ (بالفرنسية: Paul Sebag)‏ (26 سبتمبر 1919 بتونس - 5 سبتمبر 2004) هو عالم اجتماع و مؤرخ تونسي يهودي